# Teewinot Mountain
Der Teewinot Mountain ist mit einer Höhe von 3759 m der sechsthöchste Berg der Teton Range und des Grand-Teton-Nationalparks im Westen des US-Bundesstaates Wyoming. Er ist Teil der Cathedral Group, einem Bergstock, der die höchsten Gipfel der Teton Range zwischen den Schluchten Cascade Canyon und Avalanche Canyon umfasst. Er liegt wenige Kilometer nordöstlich des höchsten Berges der Teton Range, dem Grand Teton, ca. 1,2 km östlich des Mount Owen und unmittelbar südlich des Cascade Canyon. Der größte Gletscher im Grand-Teton-Nationalpark, der Teton Glacier, liegt südwestlich des Teewinot Mountain. An der Ostflanke des Berges befindet sich einer der größten Wasserfälle im Park, die Broken Falls.
Der Gipfel ist am leichtesten über die Ostwand zu besteigen (Class 4 im Yosemite Decimal System); ein unmarkierter Steig, der Apex Trail, führt einen Großteil des Berges hinauf und startet am Lupine Meadows Trailhead südlich des Jenny Lake im Jackson Hole. Der Name Teewinot stammt aus der Sprache der Shoshone-Indianer und bedeutet übersetzt so viel wie Spitze oder Zinne.

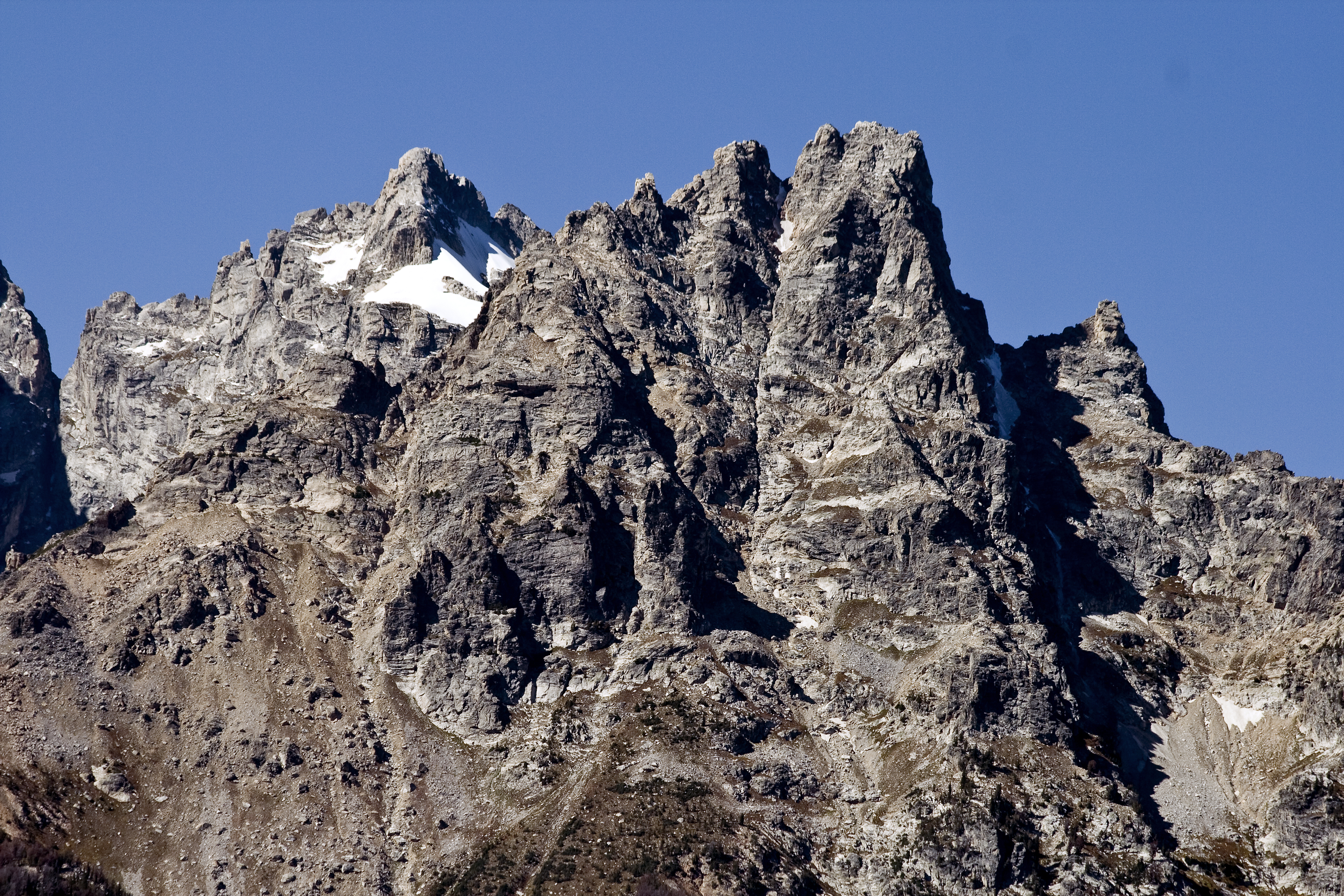
Die Ostflanke des Teewinot Mountain mit Mount Owen im Hintergrund

## Belege
1. ↑  Geonames: Teewinot Mountain. Abgerufen am 25. März 2021.
2. ↑  Peakbagger: Teewinot Mountain. Abgerufen am 25. März 2021.
3. ↑  Naturalatlas: Teewinot Mountain. Abgerufen am 25. März 2021 (englisch).
4. ↑  Summitpost: Teewinot Mountain : Climbing, Hiking & Mountaineering. Abgerufen am 25. März 2021.